# NGC 6396
NGC 6396 (również OCL 1018 lub ESO 393-SC10) – gromada otwarta znajdująca się w gwiazdozbiorze Skorpiona. Odkrył ją John Herschel 7 czerwca 1837 roku. Jest położona w odległości ok. 3,9 tys. lat świetlnych od Słońca.